# Angelo Dell'Acqua
Angelo Dell'Acqua (Milano, 9 dicembre 1903 – Lourdes, 27 agosto 1972) è stato un cardinale e arcivescovo cattolico italiano.

## Biografia
Nacque a Milano il 9 dicembre 1903 da Giovanni Dell'Acqua e Giuseppina Varalli.

### Formazione e ministero sacerdotale
Compiuti gli studi teologici e filosofici presso i seminari di Monza e Milano, si trasferì a Roma, alunno del Pontificio Seminario Lombardo, dove conseguì il dottorato in diritto canonico presso la Pontificia Università Gregoriana.
Il 9 maggio 1926, nella chiesa di San Bernardino a Sesto Calende viene ordinato sacerdote della diocesi di Milano. Due anni dopo scelse di entrare nella congregazione degli Oblati dei Santi Ambrogio e Carlo.
Chiamato al servizio diplomatico della Santa Sede, fu segretario della delegazione apostolica in Grecia e Turchia (1931-1935), dove collaborò con gli arcivescovi Carlo Margotti e Angelo Giuseppe Roncalli, il futuro papa Giovanni XXIII; fu rettore del Seminario Pio-Romeno (1935-1938).
Nell'autunno del 1943, durante i rastrellamenti antiebraici dei nazisti a Roma, in una comunicazione interna denunciava il troppo peso che il destino degli ebrei italiani avrebbe assunto per il lavoro quotidiano della segreteria di Stato.
Nel dopoguerra fu Sostituto per gli affari generali della Segreteria di Stato (1950-1967).

### Ministero episcopale e cardinalato
Il 14 dicembre 1958 venne eletto arcivescovo titolare di Calcedonia e ricevette la consacrazione episcopale nella basilica di San Pietro in Vaticano dalle mani di papa Giovanni XXIII: nella stessa cerimonia venne ordinato vescovo Albino Luciani, poi papa Giovanni Paolo I.
Il 27 marzo 1965 papa Paolo VI lo volle con sé per assistere all'apertura di una busta sigillata e alla lettura del manoscritto che conteneva. Su questa lettera era scritto il Terzo segreto di Fátima.
Nel concistoro del 26 giugno 1967 papa Paolo VI lo creò cardinale presbitero del titolo dei Santi Ambrogio e Carlo.
Venne nominato presidente della Prefettura degli affari economici della Santa Sede (23 settembre 1967) e il 13 gennaio 1968 venne nominato vicario generale di Sua Santità per la diocesi di Roma. Dal 7 novembre 1970 fu arciprete della basilica di San Giovanni in Laterano.
Morì improvvisamente il 27 agosto 1972, all'età di 68 anni, per un attacco di cuore mentre si trovava nel santuario di Nostra Signora di Lourdes. Fu sepolto nella tomba di famiglia nel cimitero di Sesto Calende; il 31 agosto 1997 i suoi resti furono traslati nella chiesa parrocchiale in cui era stato ordinato presbitero.

## Genealogia episcopale e successione apostolica
La genealogia episcopale è:
- Cardinale Scipione Rebiba
- Cardinale Giulio Antonio Santori
- Cardinale Girolamo Bernerio, O.P.
- Arcivescovo Galeazzo Sanvitale
- Cardinale Ludovico Ludovisi
- Cardinale Luigi Caetani
- Cardinale Ulderico Carpegna
- Cardinale Paluzzo Paluzzi Altieri degli Albertoni
- Papa Benedetto XIII
- Papa Benedetto XIV
- Papa Clemente XIII
- Cardinale Bernardino Giraud
- Cardinale Alessandro Mattei
- Cardinale Pietro Francesco Galleffi
- Cardinale Filippo de Angelis
- Cardinale Amilcare Malagola
- Cardinale Giovanni Tacci Porcelli
- Papa Giovanni XXIII
- Cardinale Angelo Dell'Acqua, O.SS.C.A.

La successione apostolica è:
- Vescovo Guglielmo Giaquinta (1968)
- Vescovo Daniele Ferrari (1970)
- Vescovo Biagio Vittorio Terrinoni, O.F.M.Cap. (1971)
- Arcivescovo Remigio Ragonesi (1971)